# Daniel Ciofani
Daniel Ciofani (sinh ngày 31 tháng 7 năm 1985) là một cựu cầu thủ bóng đá chuyên nghiệp người Ý thi đấu ở vị trí tiền đạo.

## Sự nghiệp thi đấu

### Pescara
Ciofani sinh ra tại Avezzano, Abruzzo, và bắt đầu sự nghiệp thi đấu tại câu lạc bộ Pescara tại Serie B. Tháng 8 năm 2006, anh được đem cho mượn tại câu lạc bộ Celano ở Serie C1, cùng với Alessio Spoltore. Anh ra sân 29 lần tại giải quốc nội cho Celano và quay trở lại Pescara vào ngày 1 tháng 7 năm 2007. Khi quay trở lại Pescara, đội đã xuống hạng Serie C1 vào tháng 6 năm 2007 và anh chỉ ra sân 2 lần cho đội bóng. Ngày 4 tháng 1 năm 2008, anh được đem cho mượn ở câu lạc bộ Gela tại Serie C2. Anh ghi 7 bàn thắng trong nửa mùa giải.

### Atletico Roma
Ciofani được đem cho mượn tại đội bóng đang thi đấu ở Seconda Divisione (ví dụ Serie C2) Cisco Roma vào tháng 8 năm 2008 (đổi tên thành Atletico Roma năm 2010) với tùy chọn mua một nửa quyền đăng ký vào tháng 6 năm 2009, với giá €130.000. Anh đã ghi 37 bàn thắng trong hai mùa giải và giành quyền tham dự trận play-off thăng hạng với Cisco Roma vào năm 2010. Anh ấy là cầu thủ ghi nhiều bàn thắng nhất cho Cisco Roma và là cầu thủ ghi bàn hàng đầu của bảng C thứ 2 của Divisione trong mùa giải 2009–10. Anh ấy là cầu thủ ghi bàn hàng đầu của giải đấu cùng với Alessandro Marotta của Bảng B. Anh ghi thêm hai bàn nữa ở vòng loại trực tiếp, chỉ kém một bàn so với Alessandro Cesarini và Giacomo Casoli (cả ba bàn thắng) và chia sẻ danh hiệu cầu thủ ghi bàn nhiều thứ hai trong trận play-off với Alessandro Cesca, Francesco Corapi, Antonio Montella và Antonio Gaeta; do đó, anh ấy là cầu thủ ghi nhiều bàn thắng nhất của giải hạng 2.
Tháng 6 năm 2010, Pescara cũng đã giành được quyền thăng hạng (nhưng lên Serie B) và cả hai câu lạc bộ đã không đồng ý về giá của 50% quyền đăng ký còn lại, do đó, cả hai câu lạc bộ phải gửi giá thầu trong phong bì tới Lega Pro để quyết định quyền sở hữu. Vào ngày 30 tháng 6 năm 2010, Lega Pro thông báo rằng Cisco Roma đã thắng thầu với tư cách là người trả giá cao nhất để có thêm 222.000 euro.

### Parma
Ngày 8 tháng 7 năm 2010, Ciofani ký hợp đồng với câu lạc bộ Parma F.C. tại Serie A trong một thỏa thuận đồng sở hữu khác, với giá 300.000 euro trong hợp đồng kéo dài 4 năm. Là một phần của thỏa thuận, Atletico Roma đã ký Alessio Tombesi (với giá 50.000 euro) và Abel Gigli (với phí hạt tiêu) trong thỏa thuận đồng sở hữu, Abdou Doumbia và Gianluca Lapadula theo dạng cho mượn. Ciofani cũng ở lại Rome dưới dạng cho mượn trong một mùa giải nữa. Anh đã ghi 16 bàn trong mùa giải 2010–11 với tư cách là cầu thủ ghi nhiều bàn thắng nhất cho đội bóng. Vào ngày 24 tháng 6 năm 2011, Parma đã mua 50% quyền đăng ký còn lại với giá 100.000 euro và mua lại Gigli.
Vào tháng 7 năm 2011, anh ấy được cho mượn ở câu lạc bộ Gubbio, tân binh của Serie B, mà Parma cũng chịu một phần tiền lương trị giá 185.000 € dưới dạng premi di valorizzazione. Ngày 2 tháng 8 năm 2012, anh ký hợp đồng với câu lạc bộ A.C. Perugia Calcio. Mùa hè năm 2012, anh đã gia hạn thêm 1 năm vào hợp đồng với Parma (đến năm 2015), khiến Parma vẫn đủ điều kiện để ký hợp đồng đồng sở hữu với bất kỳ câu lạc bộ nào cho đến năm 2013.

### Frosinone
Vào ngày 30 tháng 6 năm 2013, Ciofani ký hợp đồng với Frosinone Calcio trong thỏa thuận đồng sở hữu, thay thế cho Leandro Campagna. Cả 50% quyền đăng ký của cầu thủ đều được gắn với giá 600.000 euro. Ngày 24 tháng 1 năm 2014, Frosinone ký hợp đồng với Ciofani ngay lập tức. Anh ghi bàn thắng đầu tiên cho đội bóng tại Serie A vào ngày 28 tháng 10 năm 2015, trong chiến thắng 2–1 trước Carpi.

### Cremonese
Ngày 9 tháng 8 năm 2019, Ciofani ký bản hợp đồng nhiều năm với câu lạc bộ Cremonese. Vào ngày 1 tháng 3 năm 2023, anh ghi bàn trên chấm 11m để giúp cho đội bóng giành chiến thắng 2–1 trước Roma. Đây là chiến thắng đầu tiên của đội bóng tại Serie A 2022–23 sau 24 vòng đấu, và cũng là chiến thắng đầu tiên kể từ mùa giải 1995–96.

## Đời tư
Em trai của anh, Matteo cũng là một cầu thủ bóng đá chuyên nghiệp, và đã từng là đồng đội của nhau tại câu lạc bộ Frosinone từ năm 2013 đến năm 2018.